# Sejřek
Sejřek är en ort i Tjeckien.   Den ligger i regionen Vysočina, i den östra delen av landet, 150 km sydost om huvudstaden Prag. Sejřek ligger 522 meter över havet och antalet invånare är 157.
Terrängen runt Sejřek är kuperad österut, men västerut är den platt. Runt Sejřek är det ganska tätbefolkat, med 93 invånare per kvadratkilometer. Närmaste större samhälle är Bystřice nad Pernštejnem, 10,2 km norr om Sejřek. I omgivningarna runt Sejřek växer i huvudsak blandskog.